# Anna Höglund
Anna Maria Höglund, född 14 maj 1958 i Kungsholms församling i Stockholm, är en svensk författare och illustratör.
Anna Höglund är dotter till konstnären Erik Höglund och Maerit Levin (omgift Isacson), halvsyster till Erika Höglund och Albin Höglund.
Som illustratör har hon bland annat illustrerat flera av Ulf Starks böcker. Höglund finns representerad vid bland annat Göteborgs konstmuseum och Nationalmuseum i Stockholm.
Hon var 1992–1996 gift med serieskaparen Gunnar Lundkvist (född 1958), med vilken hon gett ut fyra bilderböcker om Igelkotten och Mullvaden. Sedan 2003 är hon gift med journalisten Thomas Nordegren, som hon träffade 1998 och med vilken hon har en son (född 1999) och en dotter (född 2001).

## Priser och utmärkelser
- 1988 – Elsa Beskow-plaketten[7]
- 1994 – Zilveren penseel för Kan du vissla Johanna?[8][9]
- 1995 – Deutscher Jugendliteraturpreis för Kan du vissla Johanna?[8][10]
- 1996 – Zilveren penseel för Afrika bakom staketet[8][9]
- 1996 – Deutscher Jugendliteraturpreis för Resor jag aldrig har gjort[8][10]
- 1996 – Augustpriset för Min syster är en ängel
- 1997 – Expressens Heffaklump
- 2012 – Emilpriset
- 2013 – Snöbollen för Om detta talar man endast med kaniner
- 2014 – Nils Holgersson-plaketten för Om detta talar man endast med kaniner
- 2016 – Astrid Lindgren-priset
- 2018 – Carl von Linné-plaketten med Eva Susso för boken Alla frågar sig

## Utställningar
- Årets Svenska Bilderbok 2013 / Om detta talar man endast med kaniner på Bildmuseet, Umeå Universitet, från 2014-03-16 till 2014-05-04 [11]